# Размещение производительных сил
Размещение производительных сил — научная дисциплина, изучающая распределение производительных сил по экономическим районам.

## Определение
Согласно БСЭ размещение производительных сил — это распределение средств производства и трудовых ресурсов по территории страны. Размещение производительных сил определяется способом производства и формой собственности.

## Задачи размещения производства
Первоначальная проблема размещения производства, которая сводилась к выбору наиболее выгодного места строительства отдельного предприятия для получения максимальной прибыли, была дополнена. На следующем этапе проблема размещения производства связана с поисками оптимального размещения группы предприятий или отрасли промышленности в целом с целью выбрать наиболее выгодные соотношения зон распространения (потребления) продукции этих предприятий.
С 1950-х годов важным фактором при размещении производства стала экономическая интеграция — создаются объединения государств для создания общего рынка (например, Единое экономическое пространство), интеграционные объединения в отдельных отраслях или по производству отдельных видов продукции.
Основами размещения производительных сил являются планомерное, пропорциональное развитие народного хозяйства, закон роста производительности труда и другое.
Ряд экономистов предлагают рассматривать «рациональное размещение промышленности с точки зрения близости сырья и возможности наименьшей потери труда при переходе от обработки сырья ко всем последовательным стадиям обработки полуфабрикатов вплоть до получения готового продукта».
Рациональное размещение производства решает проблемы повышения эффективности производства и производительности труда за счёт: рационального использования трудовых ресурсов, рациональной производственной специализации и комплексного развития хозяйствующих субъектов, освоения новых территорий с концентрацией природных ресурсов, устранения чрезмерной скученности населения в крупных городах, преодоления существенных различий между регионами, рационализации транспортных перевозок, использования природных и экономических условий отдельных районов для развития производства определённых видов продукции и другого.
Считается, что региональное разделение труда, использование благоприятных природных и экономических условий районов для определённых производств позволяют значительно повысить производительность труда и уровень производительных сил предприятия и уровень развития экономических районов в целом. Границы возможного расширения производства предприятия определяются: размерами фонда накопления предприятия, который в течение планируемого периода может быть направлен на расширение производства; наличием необходимых материальных и трудовых ресурсов; достигнутым уровнем развития науки и техники; производительности труда и другими факторами.
В целях максимальной экономии труда и рационального размещения производительных сил в каждом экономическом районе осваиваются природные ресурсы, которые позволяют получить продукцию с наименьшими совокупными эксплуатационными и капитальными затратами, либо те из них, на которые имеется повышенный спрос на рынке и освоение которых вызывается общими потребностями потребителей.

## Факторы размещения производства
Рациональное размещение производительных сил (новых предприятий) зависит от ряда природных и социально-экономических факторов:
- Трудовые ресурсы. Новые предприятия с трудоёмкой продукцией, производство которой требует больших затрат рабочей силы, должны строиться в районах с высокой концентрацией населения. Однако, из-за дальнейшего ограничения промышленного развития в крупнейших и крупных городах, преимущественное размещение новых предприятий предпочтительней осуществлять в средних и небольших городах, имеющих резервы рабочей силы и другие благоприятные условия для развития промышленности.
- Тип и размер предприятия. Эффективны будут и крупные предприятия, и даже небольшие, средние по числу занятого персонала — предприятия обрабатывающей промышленности, оснащенные современным оборудованием, основанных на подетальной и технологической специализации. Целесообразно размещение в сельской местности небольших сезонных предприятий по переработке сельскохозяйственного сырья, организация мастерских по бытовому обслуживанию населения, производству простейшей мебели, предметов культурно-бытового назначения, продукции традиционных промыслов, а также создание крупных аграрно-промышленных комплексов.
- Энергетические ресурсы. Регионы с развитой энергетической инфраструктурой предпочтительны для производства, однако энергоёмкие и топливоёмкие производства должны быть размещены в регионах в зоне дешёвой энергии.
- Водные ресурсы. При размещении предприятий, потребляющих значительное количество воды, приходится всесторонне учитывать водный фактор и уровень платы предприятиями потребляемой ими воды.
- Другие природные ресурсы.
- Транспортный, районы концентрации потребления продукции, охрана окружающей среды и другие факторы.

Факторы размещения производств в динамике могут меняться в зависимости от научно-технического прогресса, изменений в технологии производства, условий транспортировки и т.д., а значит требуют мониторинга.

## Группы промышленных отраслей
В зависимости от факторов размещения производства отрасли промышленности делятся на следующие группы:
- отрасли, предприятия которых целесообразно размещать в районах концентрации трудовых ресурсов (приборостроение; электротехническая промышленность; текстильная, трикотажная, обувная, швейная промышленности; фармацевтическая промышленность; производство изделий из пластмасс и другие);
- отрасли и производства, экономически тяготеющие к районам потребления продукции (хлебопекарная, пивоваренная промышленность, производство кирпича, железобетонных изделий и другие);
- отрасли, размещающиеся преимущественно у источников сырья (с многотоннажным и малотранспортабельным сырьём: добывающая промышленность, чёрная и цветная металлургия, целлюлозно-бумажная промышленность, предприятия стройматериалов и пищевой промышленности, сахарные, консервные, хлопкоочистительные предприятия и др.);
- отрасли, тяготеющие к районам с дешёвой электроэнергией (производство алюминия, ферросплавов, цветных металлов методами электролиза, хлоропренового каучука, ацетилена электрокрекингом и др.);
- отрасли, тяготеющие к источникам топлива (тепловые электростанции, химическая промышленность и другие);
- отрасли, размещение предприятий которых не имеет ярко выраженной ориентации (машиностроительная промышленность и другие).

### Агропромышленный комплекс
Размещение сельскохозяйственного производства осуществляется на основе районирования с учётом совокупности природных и экономических факторов: почвенного покрова, климатических условий, структуры земельных, в том числе сельскохозяйственных угодий, развития и размещения промышленности, транспорта, других отраслей народного хозяйства, плотности населения и характера его расселения (размещения населённых пунктов) и т.д. При этом необходимо учитывать устойчивую и углублённую специализацию регионов с преимущественным ростом производства тех видов сельскохозяйственной продукции, для которых в каждом районе имеются наилучшие условия и обеспечивается наибольшая экономия общественных затрат.

### Транспорт
Размещение транспорта по территориям определяется в основном размещением промышленности и сельского хозяйства.

## Экономическая интеграция
Принятые на межправительственном уровни программы развития дальнейшего углубления и совершенствования сотрудничества и развития экономической интеграции страны или отдельных регионов усиливает воздействие международного разделения труда на размещение производительных сил.

## Размещение производительных сил в СССР
Размещение производительных сил в СССР было основано на «Генеральной схеме развития и размещения производительных сил» — это предплановое технико-экономическое исследование, научно обосновывающее оптимальные территориальные пропорции развития народного хозяйства, рациональное размещение отраслей, специализацию и комплексное развитие экономических районов на длительный перспективный период на основе наиболее эффективного использования природных и экономических условий всех районов страны. «Генеральная схема» содержала технико-экономическую оценку размещения сырьевых, энергетических, водных, трудовых ресурсов и их использования, размещения промышленности, сельского хозяйства, транспорта по территории страны, экономически обоснованные пропорции комплексного развития народного хозяйства экономических районов и определение районов нового освоения и строительства крупных промышленных комплексов. Схемы развития и размещения отраслей народного хозяйства и схемы комплексного развития и размещения производительных сил экономических районов разрабатывались как составные части «Генеральной схемы».